# آدم اوناس
آدم محمد اوناس (عربی: آدم أوناس؛ زادهٔ ۱۱ نوامبر ۱۹۹۶) بازیکن فوتبال اهل الجزایر است.

## عملکرد باشگاهی

### دوران نوجوانی
اوناس چهار ساله بود که به باشگاه محلی تورس توسط پدرش، دروازه‌بان سابق، حاجی اووناس تشویق شد. وی قبل از پیوستن به تیم زیر ۱۴سال چاتیوروکس، ده سال در تورس بازی کرد.
یک سال بعد، او چاتیوروکس را ترک کرد و برای یک باشگاه محلی کوچک، تورانگو ۳۷ بازی کرد، جایی که آرنو وایلانت ، استعداد او را برای باشگاه بوردو و یانیک استوپیرا کشف کرد.

### بوردو
در آوریل ۲۰۱۳، اوناس با قراردادی یک ساله به بوردو پیوست و در آوریل ۲۰۱۴، او یک قرارداد کارآموز دو ساله را امضا کرد. اوناس اولین بازی خود را برای بوردو در تاریخ ۴ اکتبر ۲۰۱۵ رقم زد، که در دقیقه ۷۲ به بازی آمد و آخرین گل را در شکست ۳–۲ باشگاه خود مقابل لورینت به ثمر رساند. وی در بازی بعدی مقابل مون پلیه، قبل از اینکه در دقیقه ۵۹ تعویض شود، شروع کرد و در دقیقه ۷۷ تساوی صفر بر صفر بوردو برابر سیون در لیگ اروپا در ۲۲ اکتبر معرفی شد.
در ۲۵ اکتبر، اوناس ۱۱ دقیقه پس از حضور در دقیقه ۶۷، دومین گل لیگ خود را به ثمر رساند و به تیمش کمک کرد تا با نتیجه ۱–۰ مقابل تروا به پیروزی برسد. در ماه دسامبر، بوردو با عقد قرارداد حرفه‌ای که تا ژوئن ۲۰۱۹ اعتبار داشت، با او قرارداد امضا کرد.

### ناپولی
در تاریخ ۳ ژوئیه ۲۰۱۷، ناپولی امضای قرارداد با اوناس از بوردو را تأیید کرد. او اولین گل خود را برای این باشگاه در بازی با نتیجه ۱–۳ به لایپزیگ در مرحله اول حذفی لیگ اروپا به ثمر رساند.

## عملکرد بین‌المللی
اوناس که از والدینی الجزایری متولد شده در فرانسه است، واجد شرایط بازی برای هر دو کشور در سطح بین‌المللی است. وی پس از آغاز بازی برای تیم زیر ۲۰ سال فرانسه، تصمیم گرفت تا در اکتبر ۲۰۱۶ تابعیت خود را با الجزایر تغییر دهد. اندکی پس از تغییر تابعیت، اوناس برای اولین بار در مرحله مقدماتی جام جهانی فوتبال ۲۰۱۸ برابر نیجریه به تیم ملی فوتبال الجزایر فراخوانده شد.
اوناس اولین بازی خود را برای الجزایر در شکست ۱–۰ در مرحله مقدماتی جام جهانی فوتبال ۲۰۱۸ برابر زامبیا در ۵ سپتامبر ۲۰۱۷ انجام داد. اوناس در تاریخ ۱ ژوئیه ۲۰۱۹ اولین ودومین گل خود را برای تیم ملی فوتبال الجزایر، در مقابل تانزانیا در پیروزی ۳–۰ در جام ملت‌های آفریقا به ثمر رساند.

## افتخارات

### بین‌المللی

#### الجزایر
- جام ملت‌های آفریقا:۲۰۱۹